# Al-Qadarif
Al-Qadarif (někdy také El-Gadarif) je město ve východním Súdánu. Je hlavním městem státu Al Qadarif. Leží asi 410 kilometrů jihovýchodně od Chartúmu, hlavního města země na cestě mezi Chartúmem a městem Gallabat, jež se nachází na hranici s Etiopií. Asi 230 kilometrů východně poté leží město Wad Madani. V roce 2025 žilo v Al-Qadarifu 410 422 obyvatel.
Město je známé pro své každodenní dražby sezamu indického, kromě toho jsou pro město významné bavlna a různé obilniny. Ve městě se nachází také silo určené k uskladnění čiroku. Ze tří stran je obklopeno pohořími, nadmořská výška Al-Qaradifu je přibližně 634 m n. m. Město je etnicky velmi smíšené, podobně jako další oblasti ve středním Súdánu. Město leží v oblasti se semiaridním podnebím. Většinu obyvatel města tvoří Arabové a Núbové. Partnerskými městy Al-Qadarifu jsou Eindhoven v Nizozemsku a Konya v Turecku.